# Radio pirate
Pour l’article ayant un titre homophone, voir RadioPirate.
Pour les articles homonymes, voir Pirate.

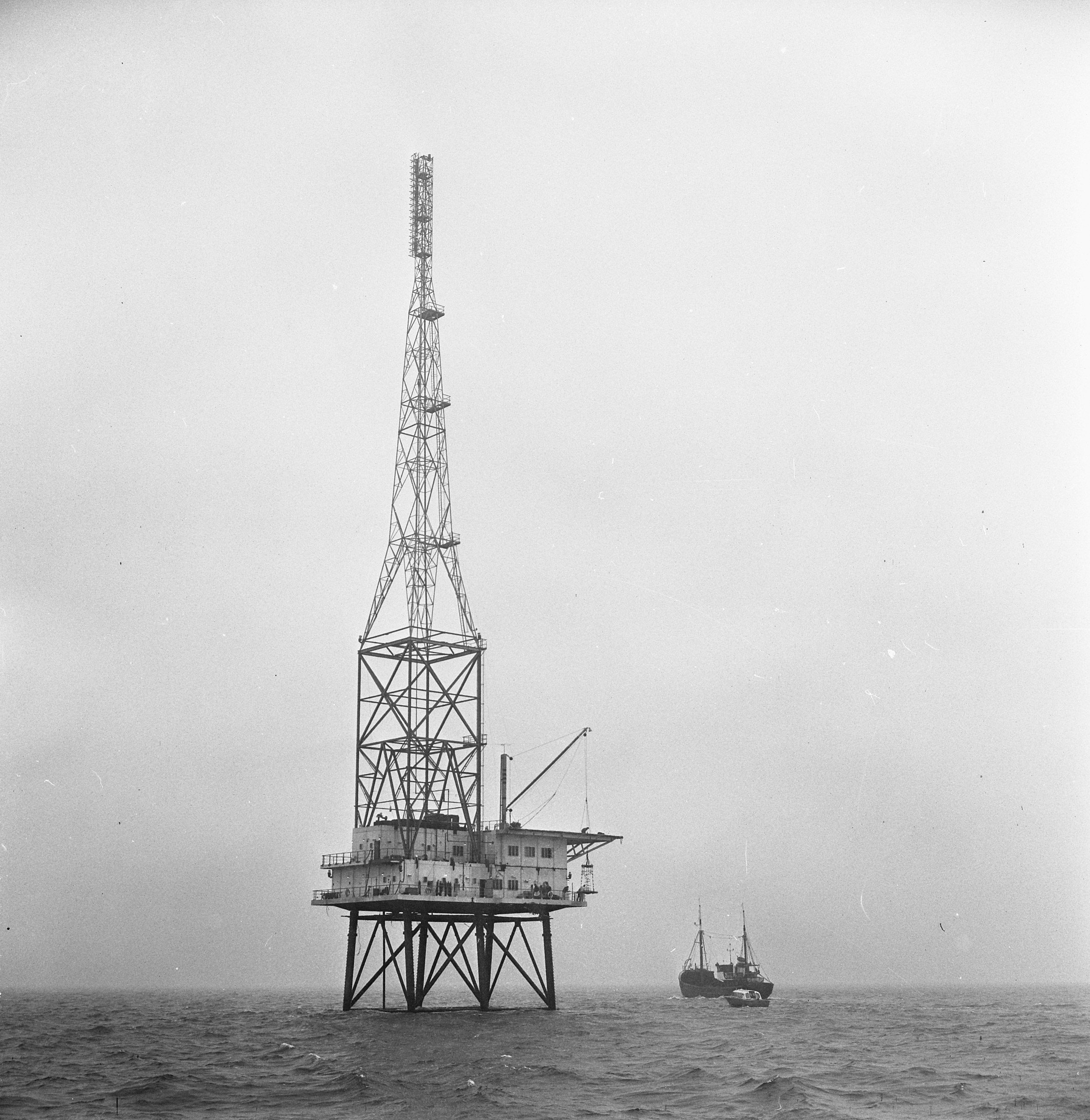
REM Island était une plate-forme au large de la côte néerlandaise utilisée comme station de radio pirate en 1964 avant d'être démantelée par la Netherlands Marine Corp.

Une radio pirate est une station de radio émettant sans autorisation administrative. Ces émetteurs radio ont connu leur âge d'or lors de l'explosion de la culture pop, avant la naissance, en nombre, des radios libres (autorisées en France au début des années 1980), remplacées progressivement par des radios privées couvrant tout le territoire.

## Historique
Au cours des années 1960, les radios pirates connaissent un essor important en Europe du Nord. Il s'agit alors généralement de radios associatives à la fois subversives et commerciales offshore, s'opposant au monopole d'État sur la radiodiffusion et émettant depuis les eaux internationales, échappant ainsi, en théorie du moins, aux réglementations en vigueur.
Les pays les plus affectés sont les Pays-Bas, le Royaume-Uni, la Suède et le Danemark, les stations étant généralement installées en mer du Nord. Les plus emblématiques comme Radio Caroline ou Radio London, en proposant des programmes adaptés aux attentes de la jeunesse, jouent alors un rôle significatif dans l'essor de nouvelles formes de musique populaires, particulièrement de rock.
Entre 1969 et mai 1981, la France connait un phénomène similaire. Des actions gouvernementales répressives et l'évolution des législations, notamment avec la création du statut de « radio libre » sous la présidence de François Mitterrand (gouvernement Mauroy), restreignent peu à peu considérablement la diffusion de ces pratiques.
La Tunisie connait entre 2010 et 2014 à la suite de la Révolution de jasmin, le fleurissement de plusieurs radios pirates dans le grand Tunis et dans l'intérieur de la Tunisie.

## Chronologie
- 1925 : WUMS[3], première radio pirate connue, émet depuis la mer ;
- 1933 : RKXR est la première radio pirate commerciale maritime. Elle connaît un grand succès mais est rapidement repérée et son matériel confisqué ;
- 1935 : la première radio pirate terrestre est fondée à Oradea, en Roumanie ;
- 1942-1952 : Voice of America est diffusée depuis des bateaux au large de l'Afrique et de l'Asie ; ce ne sont pas des radios pirates au sens strict, mais l'idée de radio offshore se diffuse ;
- 1958 : durant l'été, la radio danoise Radio Mercur émet ses premiers programmes, d'abord en danois puis en suédois ;
- 1960 : premiers programmes officiels de la station néerlandaise Radio Veronica ;
- 1961 : premiers programmes officiels de la station suédoise Radio Nord ;
- 1962 : premiers programmes officiels de la station suédoise Radio Syd. Sa directrice, Mme Wadner, est condamnée pour émission radiophonique illégale. Après avoir récidivé elle sera condamnée quelques années plus tard à de la prison ferme ;
- 1964 : premiers programmes officiels de Radio Caroline. Prolifération des radios pirates au large de l'Angleterre (Radio Sutch, Radio Atlanta (en), qui devient vite Radio Caroline South, Radio London, Radio Invicta…) ;
- 1965 : début des programmes officiels de Radio Essex, qui deviendra BBMS. (Britain's Better Music Station) ;
- 1966 : fin de Radio Syd ; le meurtre de Reginald Calvert, directeur de Radio City (ex Radio Sutch), jette le discrédit sur la communauté des pirates radiophoniques ;
- 1967 : le Royaume-Uni vote une loi antipirate. De nombreuses stations cessent leur émission. Le 14 août à minuit, date d'entrée en vigueur de ladite loi, Radio Caroline devient la seule station pirate d'Angleterre ;
- 1968 : les autorités britanniques prennent d'assaut les deux navires de Radio Caroline et la station disparaît des ondes pendant quatre ans ;
- 1969 : création de Radio Campus à l'Université de Lille 1, Villeneuve d'Ascq, première radio libre française à l'initiative de Christian Verwaerde ;
- 1970 : début des programmes officiels de Radio North Sea International (RNI). La radio adopte le nom de Radio Caroline International pendant la campagne électorale. Ses programmes sont rapidement brouillés, les autorités tentent vainement d'aborder le navire, puis, à la suite d'un contrat signé avec Radio Veronica, la station cesse ses émissions ;
- 1971 : reprise des programmes de RNI ;
- 1972 : reprise des programmes de Radio Caroline ;
- 1973 : début des programmes officiels de la radio israélienne Voice of Peace, qui cherche à aider la réconciliation entre les peuples israéliens et palestiniens. La radio cesse ses émissions rapidement en raison de l'opposition des autorités ;
- 1974 : Une loi antipirate, le Marine Broadcasting Offences Act, est mise en application aux Pays-Bas. De nombreuses stations cessent leurs émissions (RNI, Radio Veronica, Radio Atlantis, etc.) mais Radio Caroline décide de braver la législation et change son point d'ancrage ;
- 1975 : début des radios pirates italiennes, qui feront plus tard des émules en France. Reprise des programmes de Voice of Peace. Profitant d'un vide juridique, Paddy Roy Bates s'empare du fortin maritime de Forts Maunsell, dans l'estuaire de la Tamise, et proclame l'indépendance de la principauté de Sealand ;
- 1976 : le Parlement italien déclare illégal le monopole de la RAI ;
- 1977 : printemps : début des radios pirates françaises (Azur 102, Radio Continentale, Radio Verte Paris, Radio Verte Fessenheim…). Le 13 mai, Le Figaro publie un article « pas de frontière pour les radios ». Les radios pirates se multiplient dans l'Hexagone. Jean-Pierre Soisson déclare en septembre que le gouvernement souhaite un changement de la réglementation sur la radiodiffusion. L'historien des médias Antoine Lefébure fonde le même mois l'ALO (Association pour la libération des ondes) ;
- 1978 : en janvier, la DST arrête onze personnes accusées de piratage radiophonique. En mai, le président de la République, Valéry Giscard d'Estaing demande au gouvernement de mettre fin aux radios pirates. Le 17 mai, la loi Lecat confirme le monopole des radios d'État et durcit les peines encourues par les contrevenants. En août, le Royaume indépendant de Sealand est envahi ;
- 1979 : début le 17 mars des programmes officiels de Lorraine cœur d'acier. François Mitterrand, leader de la gauche française, participe le 28 juin à l'émission Radio Riposte, utilisant l'émetteur de Radio Onz'Débrouille, ce qui lui vaut une inculpation[4] ;
- 1980 : le vieux navire de Radio Caroline, le Mi Amigo, coule ; début des émissions de Radio Mont-Blanc, station installée en vallée d'Aoste, à Sarre et émettant depuis le sommet de l'Aiguille de Tré-la-Tête, à 3800 mètres d'altitude et couvrant la région Rhône-Alpes, la Bourgogne et la Suisse romande.
- 1981 : 10 mai ; élection de François Mitterrand à l’élection présidentielle. Les espoirs sont grands chez les amateurs français de radios pirates, qui espèrent une libéralisation de la diffusion radiophonique. Georges Fillioud confirme le 14 mai la fin prochaine du monopole d'État mais le brouillage persiste cependant. Au 31 décembre, Le Monde dénombre 113 radios FM à Paris. Elles n'étaient que 26 en juillet ;
- 1982 : la loi no 82-652 du 29 juillet 1982 sur la communication audiovisuelle supprime le monopole d'État et autorise les radios libres[5] ;
- 1983 : le 1er février, 22 stations obtiennent l'autorisation d'émettre à Paris. Au large d'Israël, Voice Of Peace fête ses dix ans d'existence le 28 mai. En août de nombreuses stations parisiennes sans autorisation sont saisies ;
- 1984 : début des programmes de Laser 730, qui devient vite Laser 558. Mitterrand se déclare favorable à la publicité sur les radios locales privées, en contradiction avec son ministre Fillioud. Le 8 décembre, grosse manifestation pour la défense d'NRJ. Suivant les conseils d'Attali et de Dalida, Mitterrand cède. Début des programmes officiels de Radio Monique le 16 décembre ;
- 1985-1986 : le Royaume-Uni augmente l'étendue de ses eaux territoriales, passant de 3 à 12 miles des côtes ;
- 1988 : RNI, rebaptisée, Radio Newyork International reprend ses programmes le 15 octobre, mais les garde-côtes tentent de la prendre d'assaut le 17 et elle cesse ses émissions par prudence ;
- 1993 : Voice of Peace cesse ses émissions.
- 2010 à 2014 : plusieurs radios pirates fleurissent en Tunisie à la suite de la révolution du jasmin et la chute du régime de Ben Ali.

## Utilisation actuelle
Puisque la transmission FM sur la bande de 87 à 108 MHz n'a qu'une portée locale due à la propagation radio de la bande VHF utilisée, de nombreux émetteurs de radio pirate utilisent les ondes courtes pour atteindre la région désirée. Ils émettent généralement dans la bande des 60, 49, 41, ou 31 mètres principalement et en petites ondes sur le canal de 1 602 kHz de longueur d'onde 187 mètres.
Des radioécouteurs passionnés (« Short Wave Listeners », ou SWL) recensent précisément les fréquences et les heures d'émission sur des sites internet. Ces radios ont souvent des adresses postales situées hors du pays de diffusion, il est possible de leur écrire pour leur donner un rapport de réception, elles répondront en envoyant une carte QSL de remerciements, représentant l'image qu'elles veulent donner de leur radio.
Les pirates n'émettent la plupart du temps qu'en portable, durant une période courte, souvent une heure par mois uniquement, et disparaissent du lieu d'émission rapidement. En Europe, les Pays-Bas, la Belgique, le Danemark sont parmi les pays les plus tolérants pour les radios pirates, considérant qu'elles n'occasionnent pas de brouillage aux services officiels de radiodiffusion, ni aux services de transmission des États qui eux ont abandonné les ondes courtes au profit des liaisons chiffrées par satellites[réf. nécessaire].

## Cinéma et souvenirs
- La répression par Valéry Giscard d'Estaing des radios libres "Lorraine cœur d'acier" et "Radio-Quinquin'", sur fond de désindustrialisation forcée sera la trame du téléfilm policier de 2020 Les Ondes du souvenir, succès populaire avec une audience leader de 5,4 millions de téléspectateurs[7].
- Le film Good Morning England est basé sur l'histoire de Radio Caroline et raconte l'histoire d'une station radio pirate fictive basée sur un navire mouillant au large du Royaume-Uni.